# Ukropci
Ukropci (en serbe cyrillique: Укропци) est un village du sud-ouest du Monténégro, dans la municipalité de Kotor.

## Démographie

### Évolution historique de la population[1]
| 1948 | 1953 | 1961 | 1971 | 1981 | 1991 | 2003 |
| ---- | ---- | ---- | ---- | ---- | ---- | ---- |
| 15   | 14   | 13   | 11   | 8    | 10   | 2    |